# Leonberg (Bavière)
Pour les articles homonymes, voir Leonberg.
Leonberg est une commune de Bavière (Allemagne), située dans l'arrondissement de Tirschenreuth, dans le district du Haut-Palatinat.